# بني منصور (صنعاء)

تعديل مصدري - تعديل

بني منصور هي إحدى قرى الجمهورية اليمنية. تتبع جغرافيا لمحافظة صنعاء و إداريًا لمديرية الحيمة الداخلية. يبلغ تعداد سكانها 1118 نسمة حسب الإحصاء الذي أجري عام 2004.